# Henryk Krawczyk (piłkarz)
Henryk Krawczyk (ur. 23 stycznia 1954 w Strzelcach Opolskich) – polski piłkarz grający na pozycji obrońcy.

## Życiorys
Henryk Krawczyk karierę piłkarską rozpoczął w 1966 roku w juniorach Budowlanych Strzelce Opolskie. W 1969 roku został włączony do kadry pierwszego zespołu, który występował w lidze okręgowej. Rok później, w 1970 roku, przeniósł się do Stali Brzeg, by po roku gry w Brzegu kierownik Odry Opole, Jan Śliwak, złożył mu propozycję przeniesienia się do Odry Opole. Henryk Krawczyk propozycję tę przyjął i od 1972 roku występował w juniorach Odry Opole, z którymi zdobył mistrzostwo Polski w 1972 roku. W ekstraklasie zadebiutował dnia 21 października 1973 w zremisowanym 0:0 meczu z Szombierkami Bytom.
Wystąpił w kilkudziesięciu spotkaniach młodzieżowej reprezentacji Polski. Był również brany pod uwagę przez selekcjonera Jacka Gmocha przy ustalaniu składu na mistrzostwa świata 1978 w Argentynie, ale wyjazd ten uniemożliwiła mu kontuzja, która spowodowała także problemy w Odrze Opole. W 1979 roku, został wypożyczony do Małejpanwi Ozimek, której trenerem był wówczas Henryk Brejza. W 1980 roku, dzięki pomocy Antoniego Piechniczka, przeniósł się do GKS-u Tychy. Następnymi klubami w karierze Krawczyka były: Viktoria Kolonia i F91 Dudelange. W 1986 roku, uzyskał licencję trenerską i do 2001 roku był jednocześnie piłkarzem i trenerem F91 Dudelange. Obecnie mieszka i pracuje w Luksemburgu.

## Sukcesy
- Puchar Ligi Polskiej: 1977
- Mistrz II ligi: 1976